# Tom Brewster
Thomas Brewster jr., beter bekend als Tom Brewster (St Andrews, 10 april 1974), is een Schotse curler. 

## Biografie
Zijn huidige club is Curl Aberdeen, daarmee heeft hij op 6 april 2011 de zilveren medaille tijdens het Wereldkampioenschap in Canada gewonnen. Brewster maakte deel uit van het Britse team dat in 2014 zilver behaalde bij de Olympische Winterspelen in Sotsji.